# Ołeksandr Hujhanow
Ołeksandr Mychajłowycz Hujhanow, ukr. Олександр Михайлович Гуйганов, ros. Александр Михайлович Гуйганов, Aleksandr Michajłowicz Gujganow (ur. 20 sierpnia 1962 w Sewastopolu) – ukraiński piłkarz, grający na pozycji obrońcy lub pomocnika, trener piłkarski.

## Kariera piłkarska

### Kariera klubowa
Jest wychowankiem DJuSSzOR w Sewastopolu. Pierwszy Trener W.Je.Litwinow. W 1981 rozpoczął karierę piłkarską w drużynie rezerw Dynama Kijów, a w 1983 debiutował w podstawowym składzie Dynama. W 1984 odszedł do Tawrii Symferopol. W następnym roku powrócił do rodzimego Sewastopola, gdzie został piłkarzem miejscowej Atłantyki. Latem 1986 ponownie zasilił skład Tawrii Symferopol, w której występował do 1990. W 1991 bronił barw Metałurha Zaporoże. Na początku 1994 roku powrócił do sewastopolskiego klubu, który już nazywał się Czajka Sewastopol. W 1995 ponownie występował w Metałurhu Zaporoże, a w 1997 zakończył karierę piłkarską w rosyjskim Nieftiechimiku Niżniekamsk.

### Kariera reprezentacyjna
W 1984 bronił barw młodzieżowej reprezentacji ZSRR. 

## Kariera trenerska
Po zakończeniu kariery zawodniczej rozpoczął pracę szkoleniową. Najpierw pomagał trenować piłkarzy Czajki Sewastopol, a od października do końca 2001 pełnił funkcję głównego trenera sewastopolskiego klubu. Potem pomagał trenować W 2002 po reorganizacji klubu został zaproszony na stanowisko asystenta trenera Wałerija Petrowa w PFK Sewastopol. Po odejściu głównego trenera, w październiku 2004 objął stanowisko głównego trenera sewastopolskiej drużyny. Po zakończeniu sezonu 2004/05 został zmieniony na Serhija Puczkowa. Potem pracował na różnych stanowiskach w sewastopolskim klubie.

## Sukcesy
Klubowe
- półfinał Pucharu ZSRR: 1987